# Коллінгсворт (округ, Техас)
Шаблон:StateAbbr_ 34°58′ пн. ш. 100°16′ зх. д. / 34.97° пн. ш. 100.27° зх. д.
Округ Коллінгсворт (англ. Collingsworth County) — округ (графство) у штаті Техас, США. Ідентифікатор округу 48087.

## Історія
Округ утворений 1876 року.

## Демографія
За даними перепису 2000 року загальне населення округу становило 3206 осіб, усе сільське. Серед мешканців округу чоловіків було 1545, а жінок — 1661. В окрузі було 1294 домогосподарства, 916 родин, які мешкали в 1723 будинках. Середній розмір родини становив 2,97.
Віковий розподіл населення поданий у таблиці:
| Стать    | До 15 років | 15-21 | 22-29 | 30-39 | 40-49 | 50-65 | 65-85 | Понад 85 |
| -------- | ----------- | ----- | ----- | ----- | ----- | ----- | ----- | -------- |
| Чоловіки | 353         | 165   | 99    | 187   | 201   | 259   | 251   | 30       |
| Жінки    | 325         | 139   | 108   | 208   | 214   | 244   | 345   | 78       |

## Суміжні округи
- Вілер — північ
- Бекгем, Оклахома — північний схід
- Гармон, Оклахома — південний схід
- Чайлдресс — південь
- Голл — південний захід
- Донлі — захід
- Грей — північний захід

## Виноски
1. ↑  https://web.archive.org/web/20180216143221/http://publications.newberry.org/ahcbp/documents/TX_Individual_County_Chronologies.htm
2. ↑  U.S. Decennial Census. United States Census Bureau. Архів оригіналу за 26 квітня 2015. Процитовано 21 квітня 2015.
3. ↑  Texas Almanac: Population History of Counties from 1850–2010 (PDF). Texas Almanac. Архів оригіналу (PDF) за 26 лютого 2015. Процитовано 21 квітня 2015.
4. ↑  State & County QuickFacts. United States Census Bureau. Архів оригіналу за 25 листопада 2015. Процитовано 9 грудня 2013.(англ.) Наведено за англійською вікіпедією.
5. ↑  American FactFinder. Бюро перепису населення США. Архів оригіналу за 29 липня 2011. Процитовано 31 січня 2008.

| США | Це незавершена стаття з географії США. Ви можете допомогти проєкту, виправивши або дописавши її. |